# Transformující růstový faktor

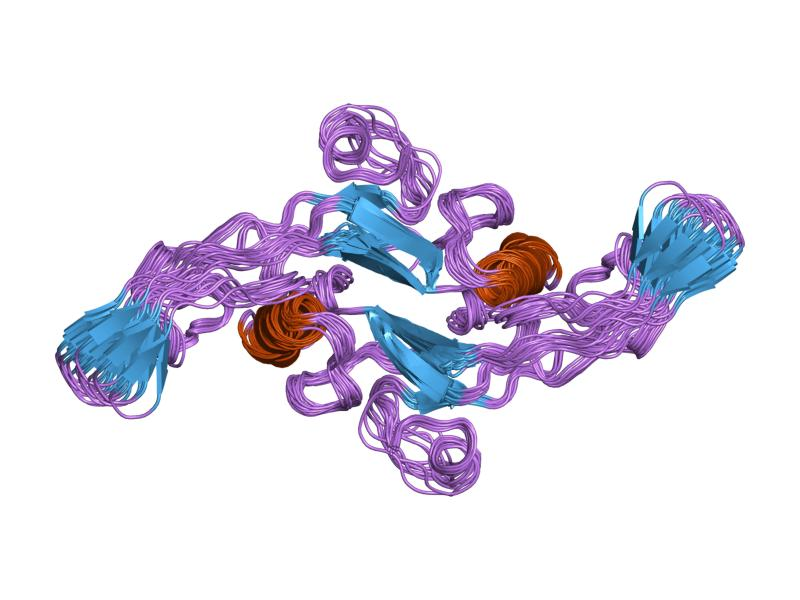
TGF beta 1

Transformující růstový faktor (TGF – z angl. transforming growth factor či také tumor growth factor) je označení pro nesourodou skupinu růstových faktorů a cytokinů, které regulují buněčné dělení (proliferaci). Dělí se na dvě velké skupiny:
- TGFα – produkované makrofágy, buňkami v mozku a keratinocyty. Způsobuje růst a vývoj epitelové tkáně a některé TGFα mohou být při nadměrné produkci spojeny se vznikem nádorů.[2] Patří do velké skupiny proteinů s EGF-like doménou.[2]
- TGFβ – existuje ve třech typech (TGFβ1, TGFβ2, TGFβ3). Marfanův syndrom je způsobený jejich nadměrnou expresí, stejně jako některé typy rakoviny.[3][4] Účastní se regenerace tkání, buněčné diferenciace, embryogeneze a regulace imunitního systému. TGFβ receptory jsou serin–threonin kinázy.